# 奥斯莱本
奥斯莱本是德国萨克森-安哈尔特州的一个市镇。总面积33.29平方公里，总人口1762人，其中男性896人，女性866人（2011年12月31日），人口密度53人/平方公里。